# Illa de Northbrook
L'illa de Northbrook (en rus: остров Нортбрук) és una illa situada a l'extrem sud de la Terra de Francesc Josep, Rússia. Té una superfície de 288,6 km² i el seu punt més alt es troba a 344 msnm. És un dels llocs més accessibles del grup illenc, cosa que la va convertir en base habitual per a les expedicions polars de finals del segle XIX i principis del xx.
L'illa va rebre el nom per Thomas Baring (1826-1904), comte de Northbrook, que va ser president de la Royal Geographical Society entre el 1890 i el 1893.

## Història
El cap Flora, ubicat en una zona sense glaceres, a l'extrem sud-oest de l'illa és un espai amb rellevància històrica, puix l'explorador britànic Benjamin Leigh Smith hi va naufragar l'any 1881. També és l'indret on va tenir lloc la trobada casual entre els exploradors Fridtjof Nansen i Frederick George Jackson el 17 de juny de 1896. Jackson liderava l'expedició Jackson-Harmsworth, amb base al cap Flora.
Un cap situat al nord de l'illa va rebre el nom de Cap Bruce en honor del zoòleg i oceanògraf escocès William Speirs Bruce, membre de l'expedició Jackson-Harmsworth. El 1904 membres de l'expedició polar Ziegler explotaren carbó dels vessants de les muntanyes properes. Aquests exploradors passaren l'hivern a la zona després que els seu vaixell s'enfonsés a l'illa del Príncep Rodolf.
Després d'una terrible experiència, el navegant Valerian Albanov i el mariner Alexander Konrad, els únics supervivients de la malaguanyada expedició del Svyataya Anna, acabaren al cap Flora en 1914. Albanov i Konrad foren rescatats a temps pel Svyatoy Foka, mentre s'estaven preparant per passar-hi l'hivern.